# 椪糖
椪糖，又名膨糖，是一種以糖加熱製成、具有蜂巢狀質地與蓬鬆酥脆口感的傳統零食。

## 製作方式
以少量水分溶解砂糖或三温糖。当温度达到125°C时，加入小蘇打并快速搅拌以促进二氧化碳的起泡。冷却时，将其硬化并以发泡和膨胀状态塑形。

## 各地發展

### 台灣
椪糖（膨糖、泡糖）是台南的傳統零食。

### 日本

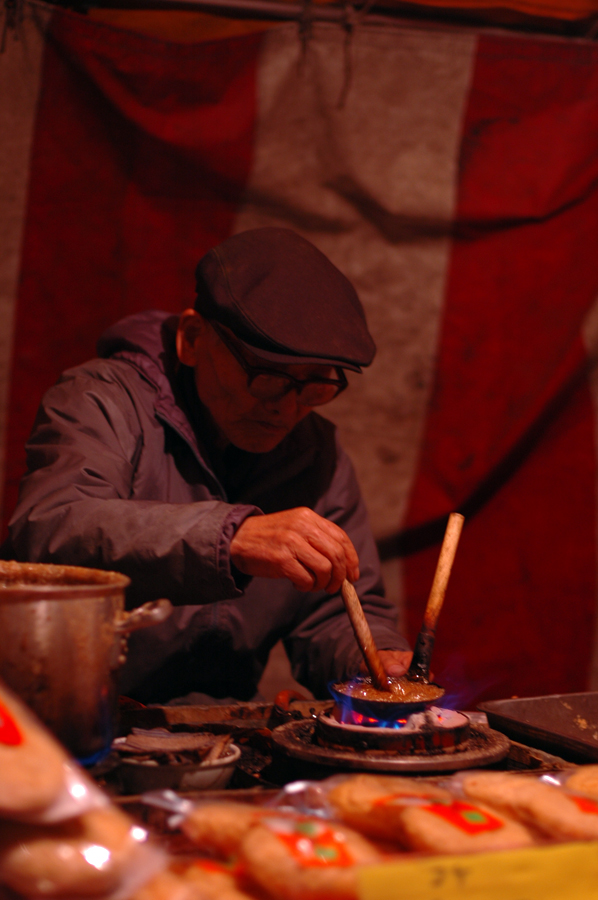
東京淺草的街頭小販製作椪糖的樣子

軽目焼（日语：カルメ焼き）是駄菓子（粗製點心）的一種。

### 韓國

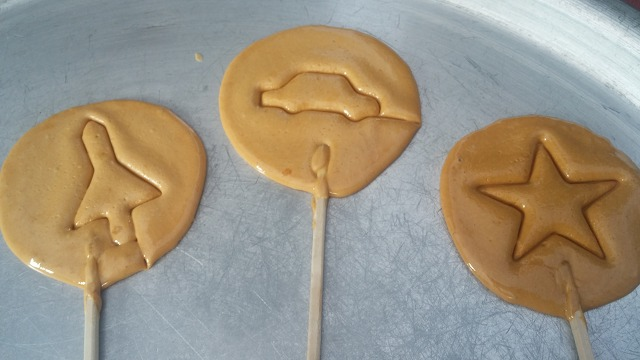
韓式椪糖

### 天津
大梨糕是天津當地販售的特產，名稱或從天津俗語「吹大梨」（吹牛）而來。

## 食用方式
椪糖是常見的零食。除直接食用以外，亦可添加在其他點心中做為配料。
搭配椪糖的冰淇淋是繼香草冰淇淋後在紐西蘭第二受歡迎的口味。